# Непроизвольное запоминание
Непроизво́льная па́мять — память, которая не регулируется определённой программой и целью. Запоминание происходит без волевых усилий со стороны субъекта, и субъект не применяет какие-либо опосредованные механизмы и техники запоминания. Человек непроизвольно запоминает, а, тем более, может воспроизвести далеко не всё подряд, что с ним происходит, а только какие-то отдельные части. Существуют причины для того, чтобы запоминать одну информацию и не запоминать другую. Забывание определённой информации, запомненной в результате проявления непроизвольной памяти, также носит выборочный характер.

## Причины непроизвольного запоминания

### Непроизвольное запоминание и квазипотребность
Мы можем наблюдать закономерности непроизвольного запоминания, когда наша деятельность неожиданно для нас прерывается. Если человек поглощён решением какой-то задачи, то при прерывании его деятельности существует большая вероятность, что эта деятельность будет непроизвольно запомнена, причём лучше, чем та деятельность, которая была завершена.
Любое действие должно быть вызвано определённой потребностью человека. Действие человека вызывается некоторым напряжением, и человек стремится это действие довести до конца. Такое напряжение соответствует актуализации некоторой потребности (квазипотребности). Когда человек завершает действие, напряжение разряжается, и человек перестаёт стремиться к выполнению действия. Однако, если действие не выполнено и напряжение не разряжено, то сохраняется тенденция к выполнению действия. А если тенденция сохраняется, значит, действие должно оставаться в памяти человека. Очевидно, тенденция в каком-то смысле и является одним из механизмов памяти. Именно она и препятствует забыванию действия.
Таким образом, потребностное напряжение влияет на работу памяти. Этот феномен исследован Б. В. Зейгарник и Г. В. Биренбаум в рамках теоретического направления школы К. Левина.

### Непроизвольное запоминание и деятельность
Непроизвольное запоминание не определяется лишь только стимулами, воздействующими на органы чувств. Непроизвольное запоминание не есть простое запечатление действительности. Непроизвольное запоминание связано с мотивацией, с деятельностью. Содержание памяти отражает деятельность, которую человек выполнял.
Это подтверждается экспериментальными исследованиями П. И. Зинченко и А. А. Смирнова.
П. И. Зинченко проводил следующие эксперименты. Испытуемым предлагались 15 карточек с изображением предмета. 12 карточек можно было объединить в 4 группы. 3 карточки были различного содержания. Помимо этого, на каждой из карточек было написано какое-то число. Все числа различались. Было проведено два опыта. В первом опыте испытуемые выполняли определённую деятельность по классификации предметов, изображённых на картинках. После выполнения деятельности их просили назвать предметы и числа. Во втором опыте испытуемые наоборот, выполняли деятельность по расстановке в правильном порядке с числами. При назывании предметов и чисел было видно, что непроизвольно запоминались лучше те объекты, на которые была направлена деятельность.
Ещё одно исследование было проведено А. А. Смирновым. Он просил испытуемых рассказать о том, как они добирались на работу. Испытуемые должны были рассказать это как можно более точно с указанием мельчайших подробностей. Оказалось, что испытуемые указывали в основном ту информацию, которая относилась к деятельности, связанной с прибытием вовремя на рабочее место. Испытуемые указывали в своих отчётах чаще всего свои действия по достижению цели и то, что мешало им её достичь. В этом эксперименте было показано, что «важнейшим условием, определившим собой запоминание…, явилось основное русло деятельности испытуемых, … и те мотивы, которыми они руководствовались в своей деятельности».

## Забывание впечатлений и намерений
Некоторая информация может вытесняться из непроизвольной памяти. Вытеснение провоцирует невозможность актуализировать в сознании эту информацию. Вытеснение связано с мотивацией избегания неприятного. Вытесняться может сама неприятная информация, но может и та, которая ассоциируется с ней. Причём вытеснение не означает полной потери информации. При таком забывании участвует бессознательное, поэтому чтобы вспомнить информацию, необходимо осознать неосознаваемые мотивы, которые стимулируют её вытеснение.
Как пишет З. Фрейд, содержания памяти двух человек, проделавших вместе путешествие, которые обмениваются после воспоминаниями, существенно различаются. Условия для каждого из путешественников равны, однако сами путешественники — разные люди, следовательно, некоторые закономерности непроизвольной памяти могут быть обнаружены при изучении связи её с личностью человека и его мотивацией.
Ещё один случай, когда проявляются закономерности непроизвольной памяти — забывание впечатлений и намерений. Касательно забывания намерений Фрейд писал, что «… при забывании намерений происходит известный выбор наличных впечатлений, и отдельных элементов каждого впечатления или переживания».
По мнению Фрейда, этот выбор определяется наличием определённой мотивации, в частности в основе случаев, им описанных, лежит мотив неохоты. Неохота что-либо делать вызывает забывание намерения. Неохота появляется из-за нежелания испытывать неприятные ощущения. Это относится не только к забыванию намерений. Фрейд пишет относительно забывания впечатлений и знаний: «…многое забывается по причинам, лежащим в нём самом, там, где это невозможно, тенденция отпора передвигает свою цель и устраняет из нашей памяти хотя бы нечто иное, не столь важное, но находящееся в ассоциативной связи с тем, что собственно и вызвало отпор».
Содержание памяти тесно связано с мотивацией. Какая-то информация может быть крайне неприятна для нас, с ней могут быть связаны неприятные или даже травмирующие переживания (см. также психопатологические репереживания). Интересный факт, что забываться может не сама неприятная информация, но та информация, которая находится с ней в ассоциативной связи. Фрейд приводит пример того, как он обещал купить шкатулку для одной женщины, но не мог вспомнить, где находится магазин. Оказалось, что магазин находился недалеко от места, где жили люди, с которыми Фрейд имел плохие отношения. В этом примере мы видим, что забывание коснулось не само́й неприятной информации, но той, которая с ней ассоциируется. Ассоциация в данном случае была вызвана пространственной близостью.
Забывание намерения может происходить в силу того, что сталкиваются два мотива. Когда человек намеревается что-то сделать, он приходит к осознанию того, что он через некоторое время должен что-то сделать. Человек может не одобрять того, что он вознамерился сделать, даже сам того не осознавая. Происходит столкновение ощущения того, что человек должен что-то сделать и внутренней оценки этой деятельности. Тогда намерение может забываться и происходить это будет, скорее всего, именно тогда, когда есть время для его реализации. Надо отметить, что намерения могут забываться не только в случае прямого столкновения ощущения чувства долга и отрицательной оценки предстоящей деятельности, но и в результате наличия ассоциативной связи между намерением и чем-либо значимым и неприятным, не относящимся к данному намерению.